# 15-й егерский полк
15-й егерский полк

## Формирование полка
Сформирован 17 мая 1797 г. как 16-й егерский полк, с 1798 по 1801 г. именовался по шефам, 29 марта 1801 г. назван 15-м егерским. В 1819 г. переименован в 44-й егерский, но в 1825 г. прежнее название было возвращено. По упразднении егерских полков 28 января 1833 г. все три батальона были присоединены к Алексопольскому пехотному полку. В 1863 г. вторая половина Алексопольского полка пошла на формирование Коломенского пехотного полка, в котором было сохранено старшинство 15-го егерского полка.
Г. С. Габаев и Клизовский приводят другую (неофициальную) версию расформирования и последующей преемственности полка: в 1825 г. название полка изменено не было и, именуясь 44-м егерским, в 1834 г. его батальоны обращены в Черноморские линейные № 5, 6 и 7 батальоны, которые впоследствии вошли в состав Сухумского, Аварского и Севастопольского пехотных полков.

## Кампании полка
Полк находился в составе 20-й пехотной дивизии на Кавказе и принимал участие войнах с персами в 1804—1813 и 1826—1829 гг. и с турками 1806—1812 и 1828—1829 гг., также полк нёс кордонную службу на Черноморской линии и неоднократно имел боевые столкновения с горцами.
Знаков отличия 15-й егерский полк не имел.

## Места дислокации
- 1820 — Переяславль[1]

## Шефы полка
- 17.01.1799 — 04.07.1799 — генерал-майор Верёвкин, Михаил Михайлович
- 04.07.1799 — 25.01.1801 — генерал-майор Лейхнер, Иван Иванович
- 25.01.1801 — 24.01.1803 — полковник Штемпель, Карл Иванович
- 24.01.1803 — 14.05.1803 — полковник Карягин, Павел Михайлович
- 18.09.1803 — 15.02.1808 — полковник Головачёв, Дмитрий Петрович
- 15.02.1808 — 22.06.1815 — полковник Печерский, Фёдор Иванович

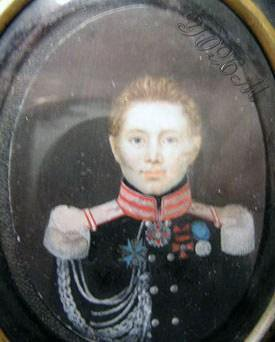
Портрет офицера Ивана Онуфриевича Пузыревского

## Командиры полка
- 17.05.1797 — 27.11.1798 — подполковник (с 21.11.1797 полковник, с 31.10.1798 генерал-майор) Насакин, Иван Яковлевич
- 27.11.1798 — 17.01.1799 — генерал-майор Верёвкин, Михаил Михайлович
- 17.05.1799 — 25.01.1801 — подполковник (с 15.01.1800 полковник) Штемпель, Карл Иванович
- 03.07.1801 — 12.02.1804 — полковник Пересветов, Григорий Дмитриевич
- 16.08.1804 — 15.02.1808 — майор (с 23.04.1806 подполковник, с 12.12.1807 полковник) Печерский, Фёдор Иванович
- 15.08.1809 — 30.09.1811 — майор Алюшин, Савва Кириллович
- 14.02.1812 — 22.06.1815 — майор Малевинский, Иван Фёдорович
- 22.06.1815 — 28.12.1816 — полковник Печерский, Фёдор Иванович
- 15.01.1817 — 04.11.1819 — подполковник Пузыревский, Иван Онуфриевич
- 04.11.1819 — 12.12.1821 — полковник Пригара, Павел Онуфриевич
- 01.02.1822 — хх.хх.1828 — подполковник (с 26.11.1823 полковник) Ефимьев (20.09.1828 исключен из списков убитым в сражении)
- 18.11.1828 — хх.04.1829 — полковник Вольский, Фёдор Васильевич фон[2] (20.06.1829 исключён из списков умершим)
- 22.04.1829 — 06.08.1829 — полковник Роговский, Александр Васильевич
- 28.08.1829 — 02.04.1833 — подполковник Хилинский, Александр Демьянович

## Известные люди, служившие в полку
- Горчаков, Александр Дмитриевич — полковник, второй командир Роты дворцовых гренадер